# Конрад V фон Шоненберг
Конрад V (VI) фон Шоненберг (на немски: Konrad V (VI) von Schonenberg; * пр. 1306; † най-рано 1353/ сл. 1355) е благородник, рицар, господар на замък Шьонеберг/Шоненберг при Хофгайзмар в Северен Хесен.

## Произход и наследство
Той е син на Конрад IV/V „Млади“ († сл. 1341/1342), господар фон Шоненберг, и съпругата му Мехтилд фон Мехтилд фон Еверщайн († сл. 1305 – 1319), дъщеря на граф Ото III фон Еверщайн-Поле († сл. 1313) и втората му съпруга фон Билщайн († пр. 1295), дъщеря на граф Дитрих I фон Билщайн († сл. 1255) и Мехтилд фон Арберг († 1292), дъщеря на Хайнрих III фон Арберг, бургграф на Кьолн († 1255). Брат е на неженения Конрад VII фон Шоненберг († сл. 1369).
Линията Шьонеберг/Шоненберг измира по мъжка линия през 1419 г. През 1429 г. ландграф Лудвиг I фон Хесен купува замъка Шьонеберг.

## Фамилия
Конрад V фон Шоненберг се жени за Хелена Шваленберг от Дом Валдек (* пр. 1314; † сл. 1372), дъщеря на граф Хайнрих II фон Шваленберг/IV (1287 – 1349) и графиня Елизабет фон Вьолпе († 1336), дъщеря на граф Бурхард II фон Вьолпе († 1289/1290) и Елизабет фон Холщайн († 1274/1284). Те имат седем деца:
- Хайнрих I фон Шоненберг (* пр. 1350; † сл. 1375/ † пр. 1429), женен за Мария фон Бюрен, дъщеря на Бертолд XI фон Бюрен († пр. 1409) и Кунигунда фон Мьорз († сл. 1409); или женен за Юта фон Зайн-Витгенщайн († сл. 1421), дъщеря на граф Салентин фон Зайн-Изенбург-Витгеншайн-Хомбург († 1384/1392) и Елизабет фон Хиршхорн († сл. 1376); Юта фон Сайн се омъжва сл. 1375 г. за Дитрих III фон Рункел († 1403)
- Конрад VIII фон Шоненберг († сл. 1361), неженен
- Бурхард фон Шоненберг (* пр. 1348; † сл. 1417), женен пр. 6 март 1373 г. за Юта фон Волденберг († сл. 1412), дъщеря на граф Йоханес IV фон Волденберг († 1352) и Ирмгард фон Хомбург († сл. 1352); има три сина
- дъщеря фон Шоненберг, се жени за Ханс фон Аделепсен († ок. 1364)
- Юта фон Шоненберг († сл. 1356), неомъжена
- Мехтилд фон Шоненберг († сл. 1373), омъжена за рицар Херболд фон Папенхайм († 1385), син на рицар Херболд I фон Папенхайм († 1348) и Ермгардис фон дер Асебург († 1356)
- Елизабет фон Шоненберг († сл. 1383/ок. 1389), омъжена за Йохан фон дем Бусше († ок. 1383)